# ال سنیزو، شهرستان استار، تگزاس
ال سنیزو (به انگلیسی: El Cenizo) یک منطقهٔ مسکونی در ایالات متحده آمریکا است که در تگزاس واقع شده‌است. ال سنیزو ۲۴۹ نفر جمعیت دارد.